# Heidmühlen

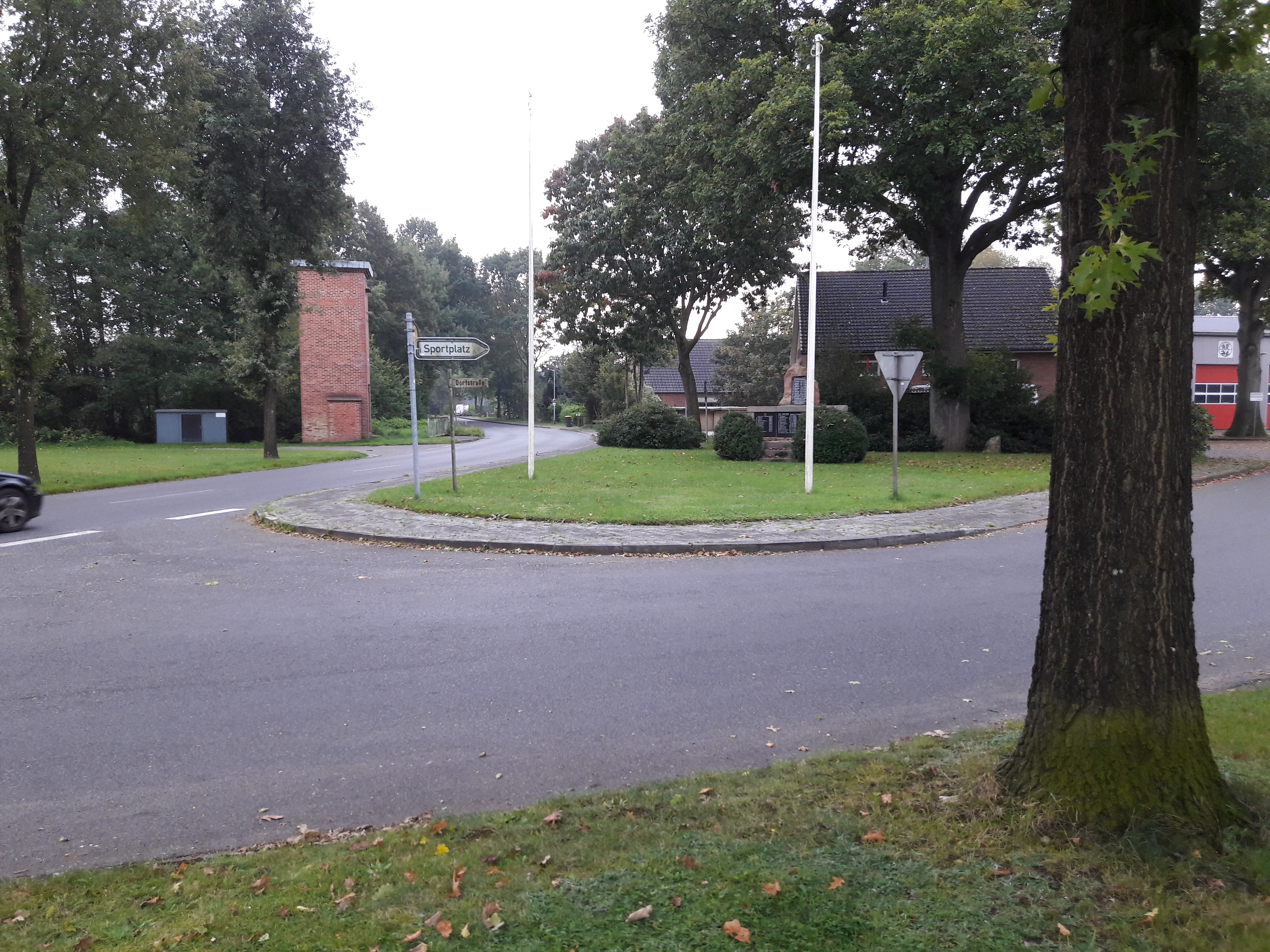
Dorfstraße Heidmühlen

Heidmühlen ist eine Gemeinde im Kreis Segeberg in Schleswig-Holstein. Heidmühlen gehörte einst zum Grenzgebiet zwischen den Sachsen und den Wenden. Klint, Mühlenholz, Radesforde, Rieshorn und Twel liegen im Gemeindegebiet.

## Geschichte
Bis 1932 gab es zwei benachbarte Gemeinden Heidmühlen, eine im Kreis Bordesholm und eine im Kreis Segeberg. Nach der Auflösung des Kreises Bordesholm am 1. Oktober 1932 wurde auch die Bordesholmer Gemeinde Heidmühlen in den Kreis Segeberg eingegliedert und erhielt den Namen Heidmühlen (Bordesholm). Am 1. Oktober 1935 wurden die beiden Gemeinden zur heutigen Gemeinde Heidmühlen zusammengeschlossen.

## Geografie und Verkehr
Heidmühlen liegt etwa 12 km südöstlich von Neumünster in der Segeberger Heide, 14 km nordöstlich von Bad Bramstedt und 14 km westlich von Bad Segeberg am Rand des Segeberger Forsts.
Nordöstlich verläuft die Bundesstraße 205 von Bad Segeberg nach Neumünster, südlich die Bundesstraße 206 von Bad Segeberg nach Bad Bramstedt und westlich die Bundesautobahn 7 von Hamburg nach Flensburg.
Kurz vor der alten Mühle, die Namensgeber für den Ort war, fließen die Radesforder Au und die Rothenmühlenau zusammen und bilden die Osterau.
Ein Teil des Wildparks Eekholt liegt im Gemeindegebiet.

## Politik

### Gemeindevertretung
Bei der Kommunalwahl am 14. Mai 2023 wurden insgesamt neun Sitze vergeben. Von diesen erhielt die CDU vier Sitze, die Wählergemeinschaft Heidmühlen drei Sitze und die Junge Initiative für Heidmühlen zwei Sitze.

### Wappen
Blasonierung: „In Gold ein schräglinker blauer Wellenbalken, oben ein zweiteiliges grünes Heidekraut mit roten Blüten, unten ein blaues Wassermühlrad.“

## Wirtschaft
Das Gemeindegebiet ist landwirtschaftlich geprägt.

## Sehenswürdigkeiten
In der Liste der Kulturdenkmale in Heidmühlen stehen die in der Denkmalliste des Landes Schleswig-Holstein eingetragenen Kulturdenkmale.

## Persönlichkeiten
- Otto Wulk (* 1909 in Heidmühlen; † 1982 in Lübeck), Grafiker, Maler und Glasmaler